# 美国海军陆战队军乐团

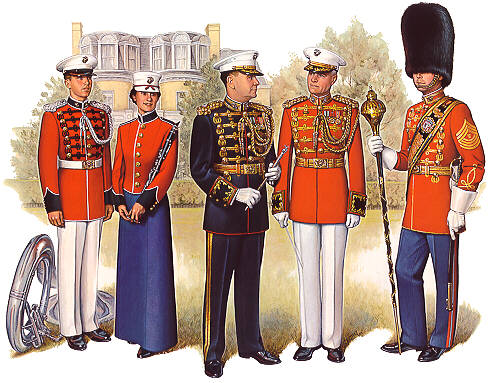
美国海军陆战队军乐团制服

美国海军陆战队军乐团隶属于美国海军陆战队，1798年7月11日遵循美国国会法案而成立。是美国最早的军乐团，也是最早的专业音乐组织。因海军陆战队军乐团与美国总统的关系，又昵称为“总统专有乐队”。军乐团与白宫的关系最早可追溯至1801年的元旦，美国总统约翰·亚当斯请军乐团至行政大楼演出。次年，总统托马斯·杰弗逊请乐团至他的就职仪式上演奏。这一传统即由此开启，在每次美国总统就职仪式上，都能见到美国海军陆战队军乐团的身影。另外，在海军陆战队的阅兵仪式上，军乐团也必然地会为其伴奏。